# King Camp Gillette
King Camp Gillette (5. ledna 1855 – 9. července 1932) byl americký obchodník, nesprávně označovaný za vynálezce žiletek. Založil American Safety Razor Company, která byla brzy přejmenována jeho jménem.
Gillette ve skutečnosti jen vylepšil design jednorázových žiletek. Jeho původním vynálezem byla poměrně laciná vyměnitelná žiletka a unikátní model jejího prodeje. Žiletka se stala svého času nejpopulárnějším nástrojem na holení.